# Joseph O'Brien
Joseph "Jack" O'Brien, född 1 mars 1998, är en australisk roddare.

## Karriär
Vid VM 2023 i Belgrad tog O'Brien brons tillsammans med Patrick Holt, Joshua Hicks, Ben Canham, Timothy Masters, Jack Robertson, Angus Dawson, Angus Widdicombe och Kendall Brodie i åtta med styrman.